# ستانيسواف إيغناسي فيتكيفيتش
كان ستانيسواف إيغناسي فيتكيفيتش (24 فبراير 1885-18 سبتمبر 1939)، المعروف باسم فيتكاتسي، كاتبًا، ورسامًا، وفيلسوفًا، ومنظرًا، وكاتبًا مسرحيًا، وروائيًا، ومصورًا بولنديًا نشطًا قبل الحرب العالمية الأولى وخلال فترة ما بين الحربين.

## الحياة
وُلِد ستانيسواف إيغناسي فيتكيفيتش في وارسو، وكان ابنًا للرسام والمهندس المعماري والناقد الفني ستانيسواف فيتكيفيتش. كانت والدته ماريا بيترزكيفيتش فيتكيفيتشوفا. وُلِد كلا والديه في منطقة ساموغيتيا في ليتوانيا. كانت عرّابته الممثلة المشهورة عالميًا هيلينا مودجيسكا.
نشأ فيتكيفيتش في منزل العائلة في زكوبن. تلقى فيتكيفيتش تعليمه في المنزل بسبب كراهية والده لما يُدعى «عبودية المدرسة»، وشُجِّع على تطوير مواهبه عبر مجموعة من المجالات الإبداعية. درس فيتكيفيتش ضد رغبة والده في أكاديمية كراكوف للفنون الجميلة مع يوزيف مخوفر ويان ستانيسوافسكي.
كان فيتكيفيتش صديقًا مقربًا للملحن كارول شيمانوفسكي، وبرونسيلاف مالينوفسكي وزوفيا رومر منذ الطفولة. كانت رومر مرتبطة عاطفيًا بكل من برونسيلاف مالينوفسكي وفيتكيفيتش. جمعته علاقة مضطربة مع الممثلة البارزة إيرينا سولسكا، التي قالت آنا ميسينسكا بأنها مثّلت شخصية البطلة آكن مونتيكالفي في روايته الأولى بعنوان انهيارات بونغو البالغة 622 أو المرأة الشيطانية في عام 1911. قالت ميسينسكا إن فيتكيفيتش مثّل نفسه أيضًا على أنه شخصية بونغو ومالينوفسكي على أنه دوق نيفرمور. تصف الرواية غير المكتملة، التي لم تُنشر حتى عام 1972، أيضًا المواجهات المثيرة بين بونغو ودوق نيفرمور. تعلّم فيتكيفيتش التصوير الفوتوغرافي باستخدام الألواح الرطبة من والده، وبدأ خلال هذه الفترة أيضًا في إنتاج الصور الشخصية الحميمة التي اشتهر بها، فأنتج صورًا مذهلة لأصدقائه في زكوبن والعديد من الصور الشخصية.
دعا مالينوفسكي فيتكيفيتش للعمل كرسام ومصور في بعثته الأنثروبولوجية إلى إقليم بابوا آنذاك عبر سيلان وأستراليا؛ وذلك بعد أزمة شخصية عاشها في عام 1914 بسبب انتحار خطيبته يادفيغا يانشيفسكا، والتي ألقى اللوم على نفسه بسببها، ولكن المشروع توقف مع بداية الحرب العالمية الأولى. سافر فيتكيفيتش، الذي كان بالولادة أحد رعايا الإمبراطورية الروسية، إلى سان بطرسبرج (بتروغراد آنذاك) من سيدني، بعد مشاجرة مع مالينوفسكي في أستراليا، وكُلِّف كضابط في فوج بافلوفسكي في الجيش الإمبراطوري الروسي. كان والده الوطني البولندي المريض يشعر بحزن عميق لقرار ابنه، وتوفي في عام 1915 دون أن يراه مرة أخرى.
أصيب فيتكيفيتش في يوليو 1916 بجروح خطيرة في معركة على نهر ستوخيد في ما يعرف الآن بأوكرانيا، ونُقِل إلى سان بطرسبرغ حيث شهد الثورة الروسية. ادعى أنه وضع مبادئه الفلسفية خلال قصف مدفعي، وأنه انتُخِب مفوضًا سياسيًا لفوجه عندما اندلعت الثورة. أظهرت أعماله اللاحقة خوفه من الثورة الاجتماعية والغزو الأجنبي، وصيغًت أغلبها بلغة عبثية.
بدأ فيتكيفيتش في إعالة نفسه من خلال رسم البورتريه، واستمر في ذلك عند عودته إلى زكوبن في بولندا. دخل بعدها بسرعة في مرحلة إبداعية كبرى، وحدد مبادئه في عمل بعنوان أشكال جديدة في الرسم ومقدمة لنظرية الشكل النقي في المسرح. ارتبط بمجموعة من الفنانين «التشكليين» في أوائل عشرينات القرن الماضي، وكتب معظم مسرحياته خلال هذه الفترة. نجت 21 مسرحية من بين حوالي أربعين مسرحية كتبها فيتكيفيتش بين عامي 1918 و1925، ولم تحقق يان ماتشي كارول خيلكات أي نجاح عام خلال حياة المؤلف. فُقدت المخطوطة البولندية الأصلية لمسرحية القاطرة المجنونة، ولم تُنشر المسرحية المعاد ترجمتها من نسختين فرنسيتين حتى عام 1962.
حصل فيتكيفيتش على لقبه «فيتكاتسي» بعد عام 1925، وأعاد، بشكل ساخر، تسمية لوحته الشخصية التي وفرت له الدعم الاقتصادي باسم شركة إس. آي. فيتكيفيتش لرسم الصور الشخصية مع الشعار الهزلي: «يجب أن يكون العميل راضيًا دائمًا». قُدِّمت العديد من ما يسمى درجات الصور الشخصية، فتراوحت بين درجات تمثيلية بحتة إلى أكثر تعبيرية وتلك المنجزة بمساعدة المخدرات. شُرِحت العديد من لوحاته بذكاء يسرد الأدوية التي تناولها الرسّام أثناء رسم لوحة معينة، حتى لو كان هذا لرسم فنجان من القهوة فقط. نوَّع تهجئة اسمه أيضًا، فاختلف توقيعه بين فيتكاش، وفيتكاتزيه، وفيتكاتسيوش، وفيتكاتشوس وآخرها فايتكاس الذي يعني «سريع الكسر» باللغة الفرنسية.
انتقل فيتكيفيتش في أواخر عشرينات القرن الماضي إلى كتابة الروايات، فكتب عملان بعنوان وداعًا للخريف والنهم، الذي كان عمله الرئيسي الذي يشمل الجغرافيا السياسية والعقاقير ذات التأثير النفساني والفلسفة. حصل على جائزة غولدن لوريل من الأكاديمية البولندية للآداب عن رواياته في عام 1935.
نشر فيتكيفيتش نصًا عن تجاربه مع المخدرات خلال ثلاثينات القرن الماضي، ومن ضمنها نبات البيّوت، وتابع اهتماماته في الكتابة الفلسفية، فكتب عملًا بعنوان المفاهيم والمبادئ التي ينطوي عليها مفهوم الوجود في عام 1935. أنهى فيتكيفيتش أشهر أعماله الأدبية على الأرجح، وهو العمل الدرامي بعنوان شيفتزي في عام 1934، ونُشِر أخيرًا في عام 1948. شجّع فيتكيفيتش الكتّاب الناشئين أيضًا مثل برونو شولز.

## الوفاة
هرب فيتكيفيتش مع عشيقته الشابة تشيسوافا أوكنينسكا إلى بلدة جيزيوري الريفية الحدودية، في ما كان يُعرف آنذاك بشرق بولندا، بعد وقت قصير من غزو ألمانيا لبولندا في سبتمبر 1939. انتحر فيتكيفيتش في 18 سبتمبر بتناول جرعة زائدة من المخدرات ومحاولة قطع معصميه بعد سماع نبأ الغزو السوفيتي لبولندا في 17 سبتمبر 1939. أقنع تشيسوافا بمحاولة الانتحار معه عن طريق تناول الفينوباربيتال، ولكنها نجت. يقترح فيلم الحيرة (2010)، الذي كتبه وأخرجه ياتسيك كوبروفيتش، بطريقة سريالية، أن فيتكيفيتش زيَّف موته وعاش سرًا في بولندا حتى عام 1968.